# فرودگاه گز بیدا
فرودگاه گز بیدا (به انگلیسی: Goz Beïda Airport) یک فرودگاه همگانی است . این فرودگاه در کشور چاد قرار دارد .